# Matthew Williamson
Matthew Williamson (ur. 23 października 1971 w Manchesterze) – brytyjski projektant mody.
Jego kolekcje są pokazywane dwa razy w roku na New York Fashion Week i często widać w nich wpływ indyjskiej kultury, być może związane jest to z czasem, który Williamson spędził pracując w Indiach nad kolekcją dla sklepu Monsoon.

## Życiorys
Urodził się oraz studiował w Manchesterze do 18 roku życia, następnie przeprowadził się do Londynu i uczęszczał do Central Saint Martins College of Art and Design, którą ukończył w 1994 roku.
Otwarcie przyznaje, że jest gejem.

## Kariera
Zaproszenie od brytyjskiego Vogue pozwoliło mu na spotkanie z Plum Sykes. Dzięki pozytywnej reakcji na jego ożywioną sztukę, Williamson zaprojektował małą kolekcję dla kobiet, która pozwoliła mu się stać prawdziwym projektantem mody. Jego debiutancka kolekcja na London Fashion Week obrodziła w nazwę „Electric Angels”. Jade Jagger, Helena Christensen oraz Kate Moss zaprezentowały stworzone przez Williamsona kreacje. Wraz z tym debiutem nastał w jego karierze wielki przełom — w 2005 roku został dyrektorem kreatywnym Pucci i pozostał nim do końca roku 2008.
We wrześniu roku 2007, założył przedsiębiorstwo „The Matthew Williamson Fashion Company”. Jednocześnie, jego matka Maureen została menedżerką jego biura.
Dla H&M, Williamson zaprojektował damską i męską kolekcję, która trafiła do sklepów w maju 2009 roku.

## Nagrody i Wyróżnienia
- 2005 – Moet & Chandon Fashion Award
- 2004 – Designer of the Year magazynu Elle